# Aiguabarreig Ebre - riera de La Galera
L'Aiguabarreig Ebre - riera de La Galera és una zona humida a la desembocadura de la riera de la Galera, que neix al massís del Port, a l'Ebre, al terme de Tortosa. El tram final es caracteritza per un gradient topogràfic gairebé nul. A la desembocadura, rep les aportacions de l'aqüífer plioquaternari, ja que aquesta coincideix amb el final de l'aqüífer i el nivell freàtic intersecta amb la superfície. Així doncs, la zona humida considerada ocupa poc menys d'una hectàrea i presenta el nivell freàtic ben a prop de la superfície tot facilitant la presència de vegetació d'aiguamolls.
Pel que fa a la vegetació, destaquen per una banda els poblaments de llenties d'aigua (Lemna sp.) i la vegetació helofítica de canyissar. Per altra banda, és especialment remarcable la cobertura arbòria, que suposa un dels darrers retalls de certa extensió de bosc de ribera present en el darrer tram fluvial de l'Ebre amb presència, tant d'albereda (hàbitat d'interès comunitari, codi 92A0) com de tamarigar (hàbitat, igualment, d'interès comunitari, codi 92D0).
Quant a la fauna, cal fer esment de la presència d'una gran diversitat d'amfibis, alguns d'ells poc abundants a Catalunya: el gripau corredor (Epidalea calamita), el tritó palmat (Lissotriton helveticus), el tritó jaspiat (Triturus marmoratus), el tòtil (Alytes obstetricans), etc. Pel que fa a les aus, la vegetació de ribera és emprada com a dormidor hivernal de corbs marins (Phalacrocorax carbo) i ardèids.
Pel que fa als impactes, s'hi ha detectat puntualment extraccions d'aigua cap a un canal de reg. A més hi ha una elevada presència de residus i l'aigua presenta evidències d'eutrofització.